# Чхве Ён
Чхве Ён (1316—1388) — был корейским генералом, родившимся в Хонсоне или Чхорвоне в Корё (современная Корея).

## Защитник династии Корё и королевской семьи
Чхве Ён родился в 1316 году в Чхорвоне провинции Канвондо в семье государственного чиновника.
Его военная карьера началась в то время, когда Корее пришлось отражать нападения японских пиратов, а они продолжались в течение 40 лет. Наибольшую известность его имя приобрело в 1352 году, когда войскам под командованием Чхве Ёна удалось подавить мятеж одного из сановников по имени Чо Ильсин, пытавшегося свергнуть короля Конмина и провозгласить себя его преемником.
Чхве Ён активно поддерживал и проводил в жизнь планы короля Конмина по восстановлению суверенитета государства Корё. Он вернул под контроль корейского монарха земли в провинции Хамгёндо, отторгнутые когда-то у Кореи и около ста лет находившиеся во владении Юаньской империи. Вместе с генералом Ли Сонге, будущим основателем династии Чосон, Чхве Ён участвовал в операциях по изгнанию с юга Кореи японских пиратов. В 1361 году он спас страну от вооруженных отрядов Красных повязок, вторгшихся в Корею и сумевших захватить столицу Корё – город Кэгён. В 1364 году Чхве Ён во второй раз спас королевскую семью, когда юаньский император объявил о смещении Конмина и послал войска в Корё для исполнения этого решения. Армия под командованием Чхве Ёна разбила неприятеля и оттеснила остатки его войск за реку Амноккан.
В следующем году по указанию Синдона, могущественного министра при дворе короля Конмин-вана, Чхве Ёна на шесть лет отправили в ссылку. Когда Синдона убрали, Чхве Ён вновь вернулся на службу к королю.

## Попытка захватить Ляодун
К 1388 году китайская династия Мин владела обширной территорией бывшего севера Корё—Ляодуном. Тогда Чхве Ён организовал поход на Ляодун, чтобы вернуть корейские земли. Но дойдя до пограничной реки Амноккан, корёские войска под командованием Ли Сонге, главного соперника Чхве Ёна, отказались перейти реку и остались на речном островке.
Вернувшись в столицу, Ли Сонге устроил переворот и приговорил Чхве Ёна к смертной казни. В 1392 году Ли Сонге основал государство Чосон, и Корё прекратило существование.

## Эсминец "Чхве Ён"
21 января 2011 года эсминец южнокорейских ВМС, названный в честь прославленного полководца, успешно провел в Аденском заливе операцию по освобождению танкера-химовоза Samho Jewelry, захваченного сомалийскими пиратами. Спасательная операция, в результате которой были освобождены все заложники, была проведена блестяще, а эсминец «Чхве Ён» стал символом защиты национальных интересов.

## Образ в кино
- Ли Мин Хо - Вера (телесериал, 2012); псевдоисторическое фэнтези.
- Со Ин Сок - Чжон До Чон[3] (телесериал, 2014) исторический, военный, политика, драма.
- Чон Гук Хван - Шесть взлетающих драконов (сериал, 2015); исторический, политика, драма.